# 256 (číslo)
Dvě stě padesát šest je přirozené číslo, které následuje po čísle dvě stě padesát pět a předchází číslu dvě stě padesát sedm. Římskými číslicemi se zapisuje CCLVI a řeckými číslicemi σνϛ.

## Věda

### Matematika
256 je:
- Deficientní číslo
- Čtvercové číslo
- Nešťastné číslo
- Nepříznivé číslo,[1] neboť všechna příznivá čísla jsou lichá
- 256 se dá vyjádřit jako {\displaystyle ((2^{2})^{2})^{2}}

### Chemie
- Nejstabilnějším radionuklidem s tímto nukleonovým číslem je 256Fm s poločasem rozpadu 157,6 minut[2]

### Astronomie
- (256) Walpurga je planetka hlavního pásu, kterou objevil v roce 1886 Johann Palisa

## Kalendář
- 256. dnem kalendářního roku je 13. září (v přestupném roce 12. září)

## Doprava
- Silnice II/256 je česká silnice II. třídy vedoucí na trase Lomu do Liběšic
- Index KOV vozu B256 ČD

## Ostatní
- +256 je mezinárodní telefonní předvolba Ugandy
- V pořadí 256. papežem byl Lev XIII.

## Roky
- 256 př. n. l.
- 256